# كايل راينيش
كايل راينيش (بالإنجليزية: Kyle Reynish)‏ (3 نوفمبر 1983 في الولايات المتحدة - ) هو لاعب كرة قدم أمريكي في مركز حراسة المرمى. لعب مع ريال سالت ليك وشيكاغو فاير ونيويورك ريد بولز وتشارلستون بيتري وNew York Cosmos (2010) ‏ ونيو يورك ريد بولز 2 وBakersfield Brigade ‏.

## وصلات خارجية
- كايل راينيش على موقع الدوري الأمريكي (الإنجليزية)
- كايل راينيش على موقع قاعدة بيانات كرة القدم.إي يو (الإنجليزية)
- كايل راينيش على موقع Soccerbase.com (لاعب) (الإنجليزية)
- كايل راينيش على موقع Soccerway.com (الإنجليزية)
- كايل راينيش على موقع عالم كرة القدم.نت (الإنجليزية)
- كايل راينيش على موقع AS.com (الإسبانية)